# Rückstromladen
Unter Rückstromladen, auch als Reflexladen bezeichnet, versteht man ein Ladeverfahren, bei dem ein Akkumulator mit periodischen Stromimpulsen wie bei dem Pulsladeverfahren geladen wird, welche aber zusätzlich durch kurze Entladestromimpulse getrennt sind. Das Reflexladeverfahren zählt zu den so genannten Schnellladeverfahren und wurde 1954 von Ernst Beer unter der Patentnummer 2.752.550 in Holland und unter 937.477 in Deutschland patentiert.

## Verfahren

Stromverlauf beim Rückstromladen

Bei der Schnellladung eines Akkumulators mit einem konstant hohen Ladestrom tritt das Problem auf, dass durch die elektrochemischen Prozesse in der Zelle vor allem gasförmiger Sauerstoff gebildet wird, welcher nicht schnell genug rekombiniert wird und bei gasdichten Akkumulatoren zu einer unzulässigen Drucksteigerung in der Zelle führen kann. Die Gasbildung führt zu einer Erhöhung des Innenwiderstandes der Zelle, da die Reaktionsfläche der Elektroden abnimmt. Dadurch nimmt auch die thermische Belastung zu.
Bei dem Rückstromladen wird der Ladestrom IR durch periodische Pausen und durch kurze Entladestromimpulse mit der Stärke -IE unterbrochen, wie in nebenstehender Abbildung schematisch dargestellt. Die Entladestromimpulse sind im Regelfall betragsmäßig größer als die Ladestromimpulse gewählt. Sie führen aufgrund der Kürze zu keiner nennenswerten Entladung, ermöglichen allerdings die beschleunigte Rekombination von Gasen in der Zelle. Damit kann in Summe in kürzerer Zeit eine größere Ladungsmenge bei geringerer thermischer Belastung in den Akkumulator geladen werden.
Das Reflex-Ladeverfahren eignet sich für Nickel-Cadmium- und Nickel-Metallhydrid-Akkus, auch dann wenn diese keine gesinterte Nickelelektrode aufweisen. Akkumulatoren mit gesinterten Elektroden werden im Handel als schnellladefähig bezeichnet, da sich durch die Sinterung eine größere Elektrodenfläche ergibt und sich bei diesen Akkutypen die Gasbildung nicht so stark auswirkt. Bei Nickel-Cadmium-Akkus wird durch den Entladeimpuls auch die unerwünschte Bildung von metallischen Cadmiumkristallen in der Zelle reduziert.